# تازه‌کند خانکندی
تازه‌کند خانکندی یکی از روستاهای استان آذربایجان شرقی است که در دهستان گاودول غربی بخش مرکزی شهرستان ملکان واقع شده‌است.